# 화성의 일식

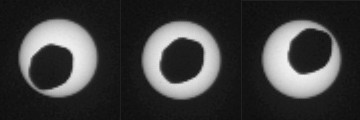
큐리오시티 로버에서 본 포보스의 움직임 (2013년 8월 20일)

오퍼튜니티 로버에서 본 포보스의 움직임

화성의 일식은 화성의 두 위성인 데이모스, 포보스에 의해 태양의 일부분이 가려지는 식현상을 말한다.

## 포보스에 의한 식현상
포보스의 작은 크기와 빠른 궤도운동 때문에, 화성 표면의 관측자는 최대 20초정도 포보스에 의한 식을 관찰할 수 있을 뿐이다. 포보스는 화성궤도를 7시간 39분에 한번씩 돌고, 화성의 하루(화성일)는 24시간 37분으로, 포보스는 1화성일 당 두번의 식현상을 일으킬 수 있다. 포보스는 태양 전체를 가릴 크기가 되지 못하기 때문에, 부분일식에 그친다.

## 데이모스에 의한 식현상
데이모스의 크기는 너무 작고, 화성에서 멀리 떨어져 있어 화성 표면의 관측자는 태양 표면을 지나가는 작은 물체를 관찰할 수 있을 뿐이다.